# Фарах, Ахмед Махмуд
Ахмед Махмуд Фарах (англ.  Ahmed Mahmoud Farah),  род.  1937 год, Сомали ) —  сомалийский политический и военный деятель. Бригадный генерал, член Политбюро Сомалийской революционной социалистической партии с 1984 года,     заместитель премьер-министра Сомалийской Демократической Республики в    1987 – 1991 году.

## Биография
Ахмед  Махмуд Фарах  родился в  1937 году.  Окончил преподавательские курсы и военное училище в Египте. После получения Сомали независимости в  1960 году служил в Сомалийской национальной армии.  В  1968 – 1969 годах  был начальником офицерской школы подготовки командиров. 

### Карьера после переворота 1969 года
Ахмед Махмуд Фарах в звании подполковника был участником переворота 21 октября 1969 года, приведшего к власти генерала Мухаммеда Сиада Барре и стал членом Верховного революционного совета. В 1970 году получил звание полковника и был назначен государственным секретарём (министром) промышленности и торговли. В 1971 году был переведён на пост государственного секретаря почт и телеграфа.
В мае 1973 года Фарах как государственный секретарь связи был отправлен в большую поездку по социалистическим странам. Он посетил Венгрию, Чехословакию, Польшу, Румынию, Болгарию и Югославию.
В 1974 году Фарах был назначен членом комитета по юридическим вопросам ВРС с оставлением поста государственного секретаря. В 1975 — 1976 годах — член Комитета по политическим и социальным вопросам ВРС. С 1976 года член Центрального комитета Сомалийской революционной социалистической партии. В 1977 — 1978 годах заведующий Институтом политических наук ЦК СРСП и заведующий отделом социального обеспечения ЦК СРСП. В 1979 — 1981 годах заведующий международным отделом ЦК СРСП.
С 21 октября 1980 года — вице-председатель Экономического комитета после введения чрезвычайного положения в Сомали, член восстановленного Верховного революционного совета
В 1982 году назначен министром минерального и водного развития. С июня 1984 года член Политбюро ЦК Сомалийской революционной социалистической партии. Бригадный генерал.
После покушения на Сиада Барре 23 мая 1986 года и обострения соперничества в руководстве Сомали был членом т. н. «конституционной фракции» во главе с 1-м вице-президентом Мохаммедом Али Саматаром против фракции президентского клана марехан.

### Заместитель премьер-министира
С января по декабрь 1987 года заместитель премьер-министра и министр водного развития и минеральных ресурсов в правительстве генерала Мухаммеда Али Саматара. В декабре 1987 года назначен третьим заместителем премьер-министра, ответственным за социальные и политические вопросы. С февраля 1989 года — заместитель премьер-министра по социальным вопросам и безопасности. В феврале 1989 года посетил СССР в качестве специального представителя Сиада Барре и передал его послание руководителю Советского Союза М. С. Горбачёву. В апреле 1989 года назначен министром промышленности. С февраля 1990 года — заместитель премьер-министра.

## Частная жизнь
Ахмед Махмуд Фарах был женат, имел 5 детей.